# Pablo Castellanos Cámara
Pablo Castellanos Cámara (Los Ángeles, California, 25 de noviembre de 1917– Ciudad de México, 26 de mayo de 1981) fue un pianista concertista, director de orquesta y profesor de música que tuvo doble nacionalidad estadounidense y mexicana.
Castellanos provenía de una distinguida línea de músicos (ambos padres eran pianistas concertistas) y figuras públicas. Después de recibir una sólida formación musical en los Estados Unidos, Francia y Alemania, estudiando con renombrados músicos como Alfred Cortot y Edwin Fischer, Castellanos se estableció en México. Ofreció conciertos en todo el país y enseñó en instituciones educativas como el Conservatorio Nacional de Música y la UNAM, formando a una nueva generación de pianistas destacados. Además de su carrera como intérprete, Castellanos fue prolífico en la escritura, dedicando gran parte de su vida a la investigación y la publicación de obras sobre la historia de la música, destacando su obra Horizontes de la Música Precortesiana (1980).

## Biografía

### Orígenes Familiares
Nació en Los Ángeles, California en 1917, mientras su familia originaria de Mérida, Yucatán, estaba exiliada debido a la Revolución mexicana, un levantamiento social que amenazaba a las tradicionales clases altas terratenientes. Fue hijo único del matrimonio formado por Pablo Castellanos León y Hortensia Cámara Vales, ambos padres eran pianistas concertistas. Su padre fue una figura clave en desviar el enfoque italianista de la música de la época al introducir compositores franceses y alemanes, cuyas tradiciones musicales eran ampliamente ignoradas en México.
Su abuelo paterno fue Pablo Castellanos Rendón, abogado y político que había sido gobernador de Yucatán durante la guerra civil yucateca denominada guerra de castas. Mientras tanto, su abuelo materno fue Raymundo Cámara Luján, reconocido como un prominente empresario y hacendado, así como el líder de la familia de la Cámara, que era conocida como una "poderosa familia de la alta aristocracia yucateca".Varios miembros de su familia cercana tuvieron destacadas carreras públicas. José María Pino Suárez, su tío materno, se desempeñó como vicepresidente de México y fue una figura clave de la Revolución mexicana antes de ser asesinado en febrero de 1913 durante la denominada Decena Trágica. Mientras tanto, dos de sus tíos, Alfredo y Nicolás Cámara Vales, también fueron gobernadores de Quintana Roo y Yucatán, respectivamente. Agustín Vales Castillo, su tío abuelo, fue un descollante banquero y empresario que se desempeñó como jefe político de Mérida durante el Porfiriato. Del mismo modo, Alfredo Pino Cámara, su primo hermano, fue magistrado de la Suprema Corte de Justicia de la Nación. Su primo, Ismael Moreno Pino, fue subsecretario de relaciones exteriores y embajador de México en Berlín, La Haya, Washington D. C., Ginebra y Nueva York, entre otros.
Asimismo, Fernando Cámara Barbachano, otro primo hermano, fue un distinguido antropólogo social que fue subdirector del Instituto Nacional de Antropología e Historia y de la Escuela Nacional de Antropología e Historia.

### Educación
Castellanos comenzó sus estudios musicales en Los Ángeles bajo la tutela de Pablo Castellanos León, su padre, y del eminente pianista ruso, el Dr. Alexis Kall. Luego, siguiendo los pasos de su padre, continuó su educación musical en Francia, estudiando en el Conservatoire de París y en la École Normale de Musique de París, donde, gracias a la recomendación de Manuel M. Ponce, estudió bajo la dirección de Alfred Cortot, el célebre pianista y director de orquesta franco-suizo. En 1931, a los catorce años, se graduó con un diplôme d'Aptitude a l'Enseignement du Piano. Concluyó sus estudios en Alemania, estudiando en la prestigiosa Berlin Hochschule für Musik, donde fue discípulo de Edwin Fischer, un pianista clásico y director de orquesta suizo, considerado uno de los grandes intérpretes de Bach y Mozart en el siglo XX. 

### Carrera
Después de sus estudios en Europa, se estableció en México, el país de sus padres. Ofreció conciertos en los foros artísticos más importantes del país y estrenó varias obras de autores mexicanos.
Fue profesor de piano e historia de la música en el Conservatorio Nacional de Música y en la Facultad de Música de la Universidad Nacional Autónoma de México (UNAM). Formó a destacados pianistas incluyendo a Carlos Barajas, Paolo Mello y Lucero Enríquez.
Fue autor de numerosos escritos, algunos publicados, otros inéditos, principalmente sobre la historia de la música, dedicando gran parte de su vida a este empeño. Una de estas obras fue Horizontes de la Música Precortesiana, publicada por el Fondo de Cultura Económica en 1980. También realizó una recopilación de escritos sobre la obra de Manuel M. Ponce, revisada por Paolo Mello y publicada por la UNAM.
El 5 de octubre de 1967, Castellanos se convirtió en miembro de pleno derecho del Seminario de Cultura Mexicana, que "está conformado por eminencias en las áreas de las ciencias, las humanidades y la cultura que comparten su conocimiento a través de conferencias, talleres, conciertos y exposiciones."
En 1998, las hijas de Castellanos donaron la biblioteca privada de su padre a la Facultad de Música de la UNAM, que incluye sus libros, partituras, microfichas, colección de discos (de 78 y 33 revoluciones), cintas y su piano cuadrado.

## Vida privada
En abril de 1942, se casó con Elena Schneider. La pareja tuvo dos hijas: Paulina y Martha.

## Obras
- Horizontes de la Música Precortesiana, publicada por el Fondo de Cultura Económica en 1980.[2]